# Woman’s World (Cher-Lied)
Woman’s World ist ein Lied von Cher und die erste Single aus ihrem 25. Studioalbum, Closer to the Truth. Der Song wurde von Paul Oakenfold, Matt Morris und Anthony Crawford geschrieben und von Oakenfold produziert. Musikalisch besitzt er Merkmale von Electropop, Eurodance und House. In den Vereinigten Staaten wurde Woman’s World Chers achter Nummer-1-Hit in den „Billboard Hot Dance/Club Play“ Charts.

## Hintergrund
Nach sieben Jahren, ohne neues Material zu veröffentlichen, nahm Cher 2010 für den Soundtrack des Musical-Dramas Burlesque die beiden Lieder Welcome to Burlesque und You Haven’t Seen the Last of Me auf, für die sie von Kritikern gelobt wurde und unter anderem einen Golden Globe Award erhielt. Anfang 2011 begann sie mit der Arbeit an einem neuen Solo-Album – dem ersten seit Living Proof aus dem Jahr 2001.

## Veröffentlichung
Im Oktober 2012 gelangten vor Fertigstellung des Albums Teile der geplanten Lead-Single Woman’s World ins Internet, die zuvor ein DJ in einem Club in Michigan abgespielt hatte. Cher zeigte sich auf ihrer Twitter-Seite unzufrieden darüber. Sobald zudem eine Demo-Version in voller Länge an die Öffentlichkeit gelangte, entschieden sich Cher und die Produktionsfirma Warner Bros. für eine vorzeitige Veröffentlichung des Songs. Cher erklärte: „Wir dachten, wir hätten genug Zeit, doch Woman’s World begann überall auf der Welt unerwartet aufzutauchen!“
Infolgedessen wurde das Lied am 22. November 2012 auf Chers offizieller Webseite als kostenloser Online-Stream veröffentlicht. Im März 2013 kündigte Cher nach mehreren Verschiebungen die Single-Veröffentlichung für Juni 2013 an, mit dem Album im September folgend. Ein Musikvideo unter der Regie von Ray Kay wurde im Januar 2013 produziert. Am 10. Juni 2013 wurde bekanntgegeben, dass Cher das Lied im Finale der US-amerikanischen Fernsehshow The Voice am 18. Juni aufführen und die Single am gleichen Tag in den USA und Kanada veröffentlicht werden würde. Dort trat sie Angaben des Senders zufolge zum ersten Mal seit 10 Jahren live im Fernsehen auf.
Das Musikvideo hatte am 20. August 2013 Premiere und wurde für den deutschen Markt auf dem Videoportal MyVideo.de veröffentlicht, wo es sich am Tag darauf auf Platz 2 der Videocharts platzierte.

## Kritiken
„Synthesizerfanfaren, Stampfbeat, Disco in seiner Vulgärfassung, spielbar im Robinson-Club, in Abtanzbunkern von Berlin bis Bielefeld oder im heimischen Partykeller. ‚Frauen dieser Welt, schließt euch zusammen!‘, heißt es im Refrain. Eine weibliche Internationale, das klingt gut, gerade in diesen Zeiten. Aber Cher macht das schon so lange, man hat fast vergessen, dass sie nach Barbra Streisand die einzige Frau ist, die einen Oscar und einen Nummer-eins-Hit im selben Jahr verbuchen konnte.“

## Offizielle Remixes
1. Danny Verde Club – 7:10
2. Danny Verde Dub – 6:49
3. Danny Verde Radio Edit – 3:50
4. Danny Verde Radio Remix – 3:47
5. David Morales Pride Anthem – 7:51
6. Jason Nevins Remix – 5:41
7. Jason Nevins Dub – 5:56
8. Jason Nevins Radio Remix – 3:43
9. Jodie Harsh Remix – 3:33
10. Mvscles Radio Remix – 2:33
11. R3hab Remix – 4:04
12. R3hab Clean Remix – 3:35
13. R3hab Radio Edit – 3:32
14. Tracy Young Ferosh Club – 7:43
15. Tracy Young Ferosh Dub – 6:45
16. Tracy Young Ferosh Ext. Dub – 7:49
17. Tracy Young Ferosh Radio Edit – 3:47
18. Tracy Young Ferosh Radio Remix – 3:45
19. TyDi Club Mix – 6:34
20. TyDi Radio Remix – 3:34
21. Zookeeper Extended Mix – 6:52
22. Zookeeper Radio Remix – 4:05

## Chartplatzierungen
| ChartsChartplatzierungen | Höchstplatzierung | Wochen |
| ------------------------ | ----------------- | ------ |
| Deutschland (GfK)        | 66 (1 Wo.)        | 1      |
| Österreich (Ö3)          | 60 (1 Wo.)        | 1      |
| Schweiz (IFPI)           | 26 (1 Wo.)        | 1      |